# Gorden Kaye
Gordon Irving Kaye (Huddersfield, 7 aprile 1941 – Knaresborough, 23 gennaio 2017) è stato un attore britannico.

## Filmografia parziale
- 'Allo 'Allo! - serie TV; 85 episodi (1982-1992)